# 國學 (日本)
日本國學是日本江戶时代民间学術，不同于江戶幕府倡导的日本朱子学与兰学。

## 历史
在十七至十八世纪國学称古学，是在鎖國中产生的思想，称古学与和学。这派代表性人物是荷田春满、賀茂真淵、本居宣长与平田篤胤，号为四大家。重点硏究古代日本的文学与神道，排除儒家与佛教影响。
「國学」一词与汉学、兰学相对，这一派以強调日本特点自诩。日后的尊王攘夷与明治时代国体论也与国学有关。